# István Hernek
István Hernek, né le 23 avril 1935 à Törökbálint et mort le 25 septembre 2014 à Saint-Ignace, est un céiste hongrois pratiquant la course en ligne.

## Palmarès

### Jeux olympiques de canoë-kayak course en ligne
- 1956 à Melbourne,  Australie
  -  Médaille d'argent en C-1 1000m [2]